# Lazarus Spengler
Pour les articles homonymes, voir Spengler.
Lazarus Spengler est un poète allemand et auteur de cantiques luthériens né le 13 mars 1479 à Nuremberg et décédé dans la même ville le 7 septembre 1534.

## Biographie
Lazarus Spengler était le neuvième fils des vingt-et-un enfants que Georg Spendler, greffier à la cour impériale de justice, eut avec Agnes Spengler. Inscrit à l'université de Leipzig en 1494, il retourne à Nuremberg en 1496 à la suite du décès de son père et obtient un poste au bureau du greffier de la ville. Il deviendra greffier principal en 1507 et secrétaire de la mairie en 1516.
Spengler rencontre Luther en 1518 quand celui-ci traverse Nuremberg pour se rendre à Augsbourg et devient un de ses plus ardents partisans. Son action pour réformer l'église de Nuremberg lui attire les foudres des milieux conservateurs mais il redouble d'activisme au point d'être mentionné dans une bulle papale du 15 juin 1520 comme l'un des hérétiques (avec Luther et d'autres). Fort de la voie qu'il défend, et avec l'appui du conseil de la ville, Spengler refuse de se soumettre et le pape l'excommunie (toujours avec Luther et d'autres) le 3 janvier 1521. Confirmant le soutien qu'elle accorde à son ressortissant, la municipalité de Nuremberg envoie Lazarus à la Diète de Worms pour la représenter. Il parvient, grâce à l'appui de Luther et de Philippe Mélanchthon, à transformer l'abbaye bénédictine d'Ägidienstift en établissement réformé.

## Postérité
Ses hymnes et cantiques figurent encore aujourd'hui dans les livres de messe et Johann Sebastian Bach en a repris pour deux de ses cantates : les BWV 18 et 109.

## Sources
- http://www.bach-cantatas.com/